# Etnografía de Ruanda
Dentro de la etnografía de Ruanda podemos abarcar 6 grupos étnicos principales: Batwa, Hutu, Hema, Hima, Suajili y Tutsi.

## Batwa (Twa)

### Pueblos vecinos
- Hutu
- Tutsi

### Historia
Los pequeños grupos de pigmeos Batwa están considerados como los descendientes de los primeros pobladores de las tierras en que hoy se encuentran diseminados.
La falta de un censo, las dificultades para el mismo, los avatares por los que han pasado estos países, hacen dudosas todas las estimaciones sobre el número de la actual población Twa. Aunque se habla de que constituyen el 1 % de la población de Ruanda y Burundi, algunas fuentes, incluido portavoz Twa, bajan este porcentaje hasta el 0.4 %. Esta falta de datos fiables y la información contradictoria sobre ellos ha hecho que no se les haya considerado como una Minoría en Riesgo (100.000 o uno por ciento de la población).
A partir de la creación del primer parque nacional de África, el parque nacional Virunga en la República Democrática del Congo, en 1925, los Batwa comenzaron a ser expulsados de las tierras donde vivían, perdiendo sus recursos tradicionales para su subsistencia (caza, recolección de frutos, etc.). Este proceso continuó a lo largo del siglo XX : expulsión de las tierras del Parque nacional Kahuzi-Biega (R.D.C), en 1970; expulsión de las tierras de los parques de Bwindi y Mgahinga (Uganda); expulsión de las tierras ganadas a los bosques para ser destinadas a nuevos cultivos (Ruanda y Burundi), etc. Las poblaciones expulsadas, desprovistas de sus medios económicos de subsistencia tradicionales se vieron abocadas a llevar una vida de absoluta dependencia de las poblaciones bantús del entorno, dándose innumerables situaciones de acabar viviendo de la mendicidad.
En abril de 1994 se encontraron a varios centenares Twa viviendo en una área arbolada en las afueras de Goma, Rep.Dem.del Congo, profundamente traumatizados por las persecuciones y matanzas a las que habían estado expuestos. Todas las informaciones sobre su situación en el momento del genocidio de 1994 son contradictorias. Mientras unas informaciones dan cuenta de grupos Twa exterminados por escuadras Hutu, otras acusan a grupos Twa de haber estado al lado de los Hutu contra los Tutsi formando parte del ejército y milicias, y que habían huido junto a los Hutu tras la derrota de estos. Más tarde, un portavoz Twa recorriendo las capitales Occidentales en busca de apoyo para el pueblo Twa, explicaba que las dos terceras partes de los 30.000 Twa de Ruanda habían muerto en la guerra civil y genocidio, y exponía que según sus datos ningún Twa había participado en ninguno de los bandos enfrentados. Otro "líder pigmeo" en un campamento de refugiados manifestaba ante la prensa internacional su testimonio sobre la matanza de 1.500 Twa cometida por bandas Tutsi.
Aunque los Twa comparten estructuras sociales e idioma con los Hutu y Tutsi, siempre han sido considerados como ciudadanos de segunda clase, no teniendo acceso a la educación ni a los servicios del gobierno, siendo su participación política insignificante. Bajo Habyarimana, Ruanda tenía un sistema de cuotas étnicas pero no se hizo ninguna provisión para el pueblo Twa. Los Twa son el grupo más pobre de la sociedad ruandesa, carecen de acceso a la educación formal, vivienda y atención médica. Muy pocos de ellos tienen conocimientos sobre las técnicas para cultivar, y la mayoría vive de la alfarería, trabajos ocasionales y de la mendicidad.
Durante los últimos años, la creación de ONGs y asociaciones batwa que han comenzado a organizarse para exigir el reconocimientos de sus derechos como el resto de los ciudadanos de los países donde habitan, acceso a la propiedad de tierras, derecho a la educación, a la sanidad pública, a la representación en la administración, etc. está suponiendo algunos cambios positivos para los Batwa. Sin embargo, todavía no hay ningún caso en el que las comunidades batwa hayan recibido ningún tipo de compensación por la pérdida de sus tierras y de los recursos económicos de los que antes disponían.

## Hutu

### Pueblos vecinos
- Tutsi
- Batwa

### Historia
Entre los siglos XVII y XX formaron parte de varios reinos muy estratificados. Tanto en Uganda como en Ruanda y Burundi los hutu constituyeron la clase baja, esclavos o siervos, según las épocas, de unos reinos gobernados por la etnia Tutsi sobre los Hutu "campesinos" y cazadores Twa. Casi hasta el presente mantuvieron estructuras semifeudales.
El poder de estos reinos estaba basado, además de en una jerarquía y funcionariado muy disciplinado, en el mantenimiento de unas milicias fuertes y fieles a la autoridad real. Estas milicias formadas por personas Tutsi serían más tarde incorporadas a los ejércitos regulares de los estados modernos. Estas milicias ofrecieron un sentido corporativo fuerte y vinieron a jugar papeles económicos y sociales importantes además de sus deberes militares. Además, las milicias tenían una vida cultural muy activa. 
El paso del tiempo ha permitido comprender mejor las nefastas consecuencias que las ideas implantadas por las administraciones coloniales dejaron para el futuro de estas gentes. Llegaron a África con convicciones firmemente sostenidas sobre la jerarquía de las diferentes razas. Llegaron como "blancos" que se consideraban superiores a los pueblos conquistados. Los alemanes y los belgas se sintieron impresionados por aquella nobleza de estos reinos que tenían rasgos europeos. Alemanes y belgas consideraron que los Tutsi habían nacido para gobernar, y decidieron utilizar para la administración de estos países las estructuras de poder que encontraron en el lugar. Así, las autoridades coloniales (sobre todo los belgas) con sus prácticas colaboraron en la intensificación de las diferenciaciones étnicas. Los europeos gobernaron primero a través de Tutsis, y entonces después de la Segunda Guerra Mundial los revolucionarios belgas (marxistas que pensaron en términos de lucha de la clase) animaron a los Hutus a intensificar su oposición contra sus opresores Tutsi.
Queriendo fortalecer la jerarquía Tutsi y hacerla más rígida y controlable, en 1926 los belgas decidieron que la población debía ser clasificada como Tutsi o Hutu (calificando como Tutsi, a todos aquellos que poseyeran 10 cabezas de ganado o más). Se impusieron tarjetas de identificación que incluían el origen étnico. Esto sucedía en tiempos en que ya hacía mucho tiempo que los matrimonios mixtos entre ambas etnias habían dado lugar a un porcentaje grande de la población difícilmente discernible físicamente por su etnia. Además, los europeos quisieron acabar con los territorios que hasta entonces habían mantenido una gran autonomía respecto a los poderes reales y que a partir de entonces serían gobernados por autoridades administrativas calificadas como Tutsi e impuesta sobre las autoridades tradicionales de dichos territorios. 
Al contrario de otros poderes coloniales, los belgas no se ocuparon de la educación de sus súbditos africanos. Lo mismo puede decirse de la Iglesia católica que dedicó sus esfuerzos educativos en la formación exclusivamente de las clases dirigentes, la minoría Tutsi. 
De esta manera se llega a la independencia en los años 60 con unos países en que la minoría étnica detenta los principales resortes culturales, políticos y militares de los nuevos estados. Sin embargo, el sistema de una persona, un voto, acabaría de la noche a la mañana con parte de esta superioridad, la política. 
A partir de aquí la balanza no ha dejado de inclinarse a un lado o a otro, unas veces a favor de la poderosa minoría Tutsi y otras a favor de la mayoría Hutu, pero siempre con violentas represiones de las respectivas poblaciones étnicas.

### Economía
Con una industria pequeña, sin ferrocarril y pocos recursos naturales se han visto obligados a depender en gran medida de la ayuda extranjera. Sin embargo, muchas veces esta ayuda extranjera ha servido poco para el desarrollo del país y más bien los recursos han ido a parar a las élites dependientes del poder, ayudando a mantener regímenes represores de la población, y sólo interesados en su lucro personal y de las personas cercanas al mismo.
Su economía se basa casi completamente en la agricultura, con sólo un ocho por ciento de población urbana. El 93 % de la población trabajan en la agricultura, 3 % en la industria y el 4% en el sector servicios. Son los países de mayor densidad de población por kilómetro cuadrado de toda África y los países que con 3,5 % de crecimiento anual de la población mantiene la tasa más alta de África. La familia media tiene ocho hijos. Más de la mitad de la población es menor de 15 años de edad, con una esperanza de vida de 49 para los varones y 52 para las mujeres. Además, estando la mayor parte de los hospitales en manos de la Iglesia católica, la planificación familiar es un problema difícil de encarar.

### Religión
Más del 65 % son católicos, un 30 % mantiene sus creencias tradicionales y un 5 % ha adoptado el Islam recientemente.

## Hema
El pueblo hema es un grupo étnico que cuenta con una población de alrededor de 160.000 personas. Su área geográfica de asentamiento es la zona nororiental de la República Democrática del Congo, más concretamente la región de Ituri y la provincia Orientale. Asimismo, hay asentamiento hema en el oeste de Uganda y Ruanda.
El trato preferente que les ha dado el gobierno ugandés ha sido una de las causas del estallido de conglictos étnicos en Ituri. Los hema se dedican al pastoreo.
Los hema del norte hablan el lendu, el idioma de la etnia vecina, los lendu. Los hema del sur todavía conservan su propio idioma, el hema, que pertenece a la familia lingüística bantú.

## Suajili

### Pueblos vecinos
- Mijikenda
- Kwere
- Zaramo
- Makonde

### Nombre
El nombre suajili deriva de la palabra árabe sawāḥil, plural de sāḥil, "costa" Por otra parte, algunos musulmanes africanos de la costa keniana son conocidos por pueblos vecinos o por sí mismos como suajilis, aunque tienen como lengua materna idiomas diferentes al suajili. El origen del término es tan variado como los orígenes de la lengua. Así, la pequeña comunidad de los Shirazi, se consideran descendientes del antiguo Imperio Pérsico antiguo. En Mombasa se consideran desdendientes de árabes mezclados con algunos bantúes y yemeníes. La mayoría de los árabes de Kenia habla suajili como lengua materna. En Tanzanía el término suajili suele emplearse para designar a todos los africanos costeros que hablan suajili como lengua materna. A veces se emplea el término Shirazi para nombrar a las personas con ascendencia genética árabe.

### Idioma
Más de 10 millones de personas tienen el idioma suajili como lengua materna y más de 50 millones lo utilizan como segunda lengua. En Tanzania, para el 7% de la población es su lengua materna, pero lo utilizan como 1.º o 2.º idioma más del 70%. Algo similar sucede en Kenia. En la República Democrática del Congo hay más de 10 millones de personas que lo utilizan. 
No todos los dialectos son mutuamente inteligibles. El idioma Ngwana (Wangwana), hablado en la R.D.C es considerado por algunos como una mezcla de suajili e idiomas bantúes de la zona (contando con muchas influencias además, francesas, portuguesas y alemanas), más que como un dialecto suajili. 

### Historia
Los habitantes de las zonas costeras de Kenia, Tanzanía, y Mozambique comparten historia, idioma y tradiciones culturales que algunos estudiosos del suajili consideran anteriores al siglo I, fecha en la que se data el relato que un viajero griego anónimo, autor de El Periplo por el Mar de Eritrea, en el que se escribe sobre un lugar en África oriental que los árabes frecuentaban para comerciar. 
Hacia el siglo VIII, grupos de comerciantes árabes se establecen de forma permanente en determinados puntos de la costa africana del Océano Índico, mezclándose con la población bantú autóctona, aunque se cree que había alguna de estas comunidades anteriores a la llegada del Islam. Vivían en ciudades-estados dependientes del sultán de Omán, y más tarde, del sultán independiente de Zanzíbar. Entre los IX a XII los Benaadir navegan cerca de la costa de Somalia y llegan a crear en la zona del Río Jubba uno de los centros más importantes de la cultura suajili. Muchos pueblos allí todavía mantienen su idioma suajili aunque muy influido por siglos de relación con los somalíes.
En cuanto al origen de los Wangwana de la actual R.D.C., éste se remonta a los comienzos del siglo XIX. Estas personas que hablan el dialecto suajili llamado Kingwana descienden de los miembros que allí se establecieron procedentes de las caravanas comerciales que llegaban de la costa.
A pesar de la historia e idioma compartidos por zonas tan dispersas de la costa índica es difícil hablar de una cultura suajili uniforme.

### Economía
La economía suajili hoy, como en el pasado, está unida íntinmamente al Océano Índico. Durante aproximadamente 2.000 años, los comerciantes suajili han actuado como intermediarios entre África oriental y central y el resto del mundo. Ellos jugaron un papel importante en el comercio de marfil y en el comercio de esclavos durante siglos. En los tiempos modernos, los comerciantes suajilis trajeron productos desde el interior de la actual Rep.Dem.del Congo hasta las costas de Tanzania donde las vendían a los comerciantes árabes, indios y portugueses. Fueron muchos los esclavos vendidos en Zanzíbar a los portugueses con destino a Brasil, entonces, colonia portuguesa . Pescadores suajilis todavía confían en el océano para obtener su fuente principal de ingresos. El pescado es vendido a sus vecinos del interior a cambio de los productos de esas tierras.

### Religión
El Islam es la religión practicada por la casi totalidad. Sin embargo, en íntima relación con su fe islámica mantienen determinadas prácticas y creencias que se consideran ajenas al islam. Creen en los espíritus (djinns) que tienen un carácter animista. La mayoría de los hombres usan amuletos proteccionistas alrededor de sus cuellos que contienen versos del Corán. La adivinación se practica a través de las lecturas coránicas. A menudo el adivino incorpora escrituras del Corán en los tratamientos de las enfermedades, de forma similar a como los cristianos rezan a su dios para que intervenga en la curación de los enfermos. En ocasiones, pide a un paciente que empape un pedazo de papel que contiene versos del Corán en agua. Con esta tinta difuminada por el papel el paciente lavará su cuerpo o lo beberá para curarse de su enfermedad. Solo los profetas y maestros del Islam son autorizados para hacerse curanderos entre los suajili.

## Tutsi

### Pueblos vecinos
- Hutu
- Twa

### Idioma
Su idioma, el mismo que hablan los hutu, es el descendiente del idioma hablado por los habitantes Bantús (hutu) antes de la invasión Cushita (tutsi). Estos asumieron el idioma de las tierras conquistadas y perdieron el suyo propio.

### Historia
Hace 400 años, los Tutsi (Batutsi en plural), procedentes, probablemente, de Etiopía, emigraron con sus manadas de ganado a los alrededores del Lago Kivu. Aquí establecieron sus reinos feudales, gobernados por un mwami (rey) de origen divino, con las poblaciones conquistadas (hutu) como siervos. A lo largo de estos siglos, la convivencia, las mismas creencias religiosas, los casamientos mixtos y las leyes que favorecían un criterio económico para la distinción entre tutsi y hutu, es difícil hablar de los tutsi como pueblo y sería más correcto tal vez considerarlos como una clase social.
Aunque de procedencias muy diferentes, observando la población de estos países se aprecia que hay algunas personas que son claramente discernible como Tutsi; hay otras personas que son claramente discernible como Hutu, y hay la gran masa que no es inmediatamente discernible como uno u otro. Solo los que conocen la historia personal de una familia son capaces en la mayoría de los casos de hacer tal distinción. 
Así como las características físicas no son una guía para identificar a los individuos como Hutu o Tutsi, tampoco lo es la geografía. No existe una región particular que puede describirse como históricamente Hutu o Tutsi, aunque por supuesto hay zonas en las que un grupo es más prominente. En Ruanda, por ejemplo, aproximadamente el 45 por ciento de los Tutsi habitan una región en el centro del país alrededor de Nyabisindu que fue anteriormente la sede de la monarquía Tutsi. 
Otro aspecto de su historia que debe destacarse es la tradición de una milicia fuerte. Al principio, las milicias jugaron un papel vital en las guerras de conquista y defensa nacional. Estas milicias, con la independencia fueron incorporadas a las fuerzas de los ejércitos regulares del estado. Estas milicias, que tenían nombres tan llamativos como "el infatigable" o "los que no pueden ser golpeados", tenían un sentido corporativo fuerte y jugaban un papel económico y social importantes además de sus deberes militares. Además, las milicias tenían una vida cultural intensa, con poesía, música, y bailes. Estas milicias eran mixtas de tutsi y hutu y no era raro que un Hutu estuviera al mando. A finales del siglo XIX estos reinos eran estados militares agresivos y temidos por sus vecinos. 
Esta es la historia compartida por los Tutsi de Ruanda y Burundi. No es la misma situación en lo que respecta a los Tutsi de la Rep.Dem.del Congo. 
Con la llegada de los belgas, éstos dividieron parte del reino de Ruanda, y un trozo pasó a formar parte del Congo. Los habitantes de esta parte, llamados Banyarwanda eran Hutu y Tutsi. Más tarde, los belgas trajeron a otras zonas de Kivu más ruandeses para trabajar los campos. Todos estos, junto a los refugiados Ruandeses que huyeron de las matanzas de 1959 constituyen la población Banyarwanda de la Rep. Dem. del Congo. Con el tiempo, los Banyarwanda de ascendencia Tutsi llegaron a dominar importantes sectores del comercio, la hostelería y la agricultura de Kivu por lo que finalmente los Banyarwanda han llegado a identificarse exclusivamente con los Tutsi. 
A pesar de que gran parte de los Tutsi ha vivido en el Congo desde antes de que se establecieran las fronteras coloniales en 1890, nunca los Banyarwandans fueron considerados ciudadanos del país, y siempre fueron considerados como extranjeros tanto por el Estado como por sus vecinos pertenecientes a otros grupos étnicos: los Hunde (Nyanga, Lega, Tembo, Nande) y Nande que se consideran a sí mismos como los habitantes autóctonos de la provincia de Kivu.

### Religión

#### Mitología Tutsi
Imana, el Creador, creó a Kazikamuntu, el primer ser humano de la mitología Tutsi, especialmente difundida entre los Banyarwandan. Kazikamuntu tuvo muchos hijos y llegó un tiempo en que surgieron los enfrentamientos entre ellos separándose unos de otros y siendo el origen del nacimiento de los diferentes subgrupos étnicos del Pueblo Tutsi. 
En los días antiguos, cuando Dios todavía vivía entre los hombres, la Muerte no vivía entre los hombres. Muerte era una bestia salvaje que a veces pasaba por la tierra, pero Imana les prometió a los hombres que él se ocuparía de darle caza con sus perros cuando Muerte viniera por la tierra. Pero les puso una condición: que cuando Imana fuera de caza y persiguiera a Muerte todos los demás seres vivos debían ocultarse. Un día durante una de estas cacerías una mujer anciana salió al huerto para recoger comida. Entonces, Muerte que huía corriendo de Imana, vio a la mujer y le prometió que si ella le escondía él ayudaría a ella y su familia. La mujer abrió su boca y Muerte saltó dentro. Cuando Imana vio a la mujer y le preguntó que si ella había visto a Muerte, ella lo negó. Pero Imana se dio cuenta de lo que la mujer había hecho abandonó a los hombres, dejó la tierra y dejó que los humanos se encargaran de la bestia Muerte. Desde entonces Muerte vive entre los seres vivos de la tierra. 
Otro mito Tutsi explica que la primera pareja humana vivía en una tierra maravillosa pero el hombre y la mujer eran estériles y no tenían hijos. Pidieron a dios que les ayudara y éste mezcló tierra con saliva, formó una figura humana pequeña y pidió a la mujer que guardara esa figura dentro de una vasija durante nueve meses. Además, cada día la mujer tenía que echar leche en la vasija, por la mañana y por la tarde. Solo debería sacar la figura de la vasija cuando le hubieran crecido brazos y piernas. Ella siguió estas instrucciones y a los nueve meses vio que la figura de barro se había convertido en un ser humano. Dios continuó creando seres humanos mediante este mismo sistema y después éstos comenzaron a reproducirse y así se fue poblando la tierra.
- Datos: Q5850152